# Khổ sâm mềm
Khổ sâm mềm hay còn gọi cứt chuột lông mềm (danh pháp khoa học: Brucea mollis) là một loài thực vật có hoa trong họ Thanh thất. Loài này được Wall. ex Kurz mô tả khoa học đầu tiên năm 1873.